# Hello Brother
Hello Brother (Hindi, übersetzt: Hallo Bruder) ist eine Bollywood-Komödie, die in Indien 1999 erschienen ist.

## Handlung
Hero ist ein ehrgeiziger und spaßliebender Kerl, voller Lebensfreude, trotz dass er arm aufgewachsen ist. Er arbeitet für einen Kurierdienst, dessen Besitzer Khanna ist. Hero hat ein Auge auf Rani geworfen. Sie wuchsen zusammen auf und leben in derselben Nachbarschaft. Rani arbeitet als Kindergärtnerin und sieht Hero als nichts anderes als einen lieben Freund und Vertrauten. Ranis Traummann ist Vishal Singh. Vishal ist ein Polizist aus Delhi, der nach Mumbai versetzt wurde, um das Drogenproblem in der Stadt zu bekämpfen. Vishals Untersuchungen führen ihn zu Khannas Kurierdienst. Hero ist nicht bewusst, dass er für die Drogengeschäfte seines Bosses ausgenutzt wird und nimmt ihn in Schutz, bis ihn Vishal mit der Wahrheit konfrontiert. Vishal fängt an auch Hero zu verdächtigen. Dann zeigt Khanna sein wahres Gesicht und schießt auf Hero und Vishal. Vishal überlebt durch eine Herztransplantation. Es ist das Herz von Hero, der als Geist weiterlebt und Vishal helfen will, Khanna zu überführen.
Hero kann nur sein Frieden finden, wenn Khanna Tod ist.
Neben der Jagd auf Khanna lernt Vishal Rani kennen und verliebt sich in sie. Das gefällt Hero überhaupt nicht und er versucht Vishals Pläne an Rani näher zu kommen, zu durchkreuzen. Hero und Vishal kommen sich näher und arbeiten zusammen, nach dem Vishal Khannas Drogengeschäft konfrontiert.
Khanna entschließt sich das Land zu verlassen, doch vorher kidnappt er Rani.
Hero und Vishal müssen Khannas Männer bekämpfen am Flughafenbekämpfen, um Rani zu retten.
Im Kampf verletzt sich Vishal und Hero taucht in Vishals Körper ein und hilft ihm im Kampf.
Rani beobachtet alles und bemerkt die Kampfbewegungen, die nur Hero machen würde. Sie ruft Heros Namen, um ihn zu warnen, dass ein Flugzeug auf sie zu rollt, den Khanna steuert. Sie stoppen das Flugzeug und Vishal und Hero konfrontieren Khanna. Vishal lenkt sich im Gespräch mit Hero ab und Khanna nutzt die Chance, auf Vishal zu schießen. Hero übernimmt die Kontrolle über Vishals Hand und erschießt Khanna.
Rani spricht Vishal auf Hero an und er erzählt ihr, dass Hero sie liebt. Rani bittet Vishal zu sagen, dass sie Hero auch liebt.
Khannas Geist schwebt aus seinem toten Körper und Hero schlägt seinen Geist.
Khannas Geist fliegt in die Hölle und Heros in den Himmel.
Vishal und Rani heiraten und sind in der Hochzeitsnacht in einem Haus, auf dem Wasser. Hero, der jetzt ein Engel ist, schaut glücklich aus den Wolken zu.

## Musik
| #  | Lied                        | Sänger                                    | Länge |
| -- | --------------------------- | ----------------------------------------- | ----- |
| 1  | Chandi Ki Daal Par          | Salman Khan, Alka Yagnik                  | 05:57 |
| 2  | Area Ka Hero                | Sonu Nigam, Hema Sardesai                 | 04:18 |
| 3  | Hata Sawan Ki Ghata         | Babul Supriyo, Jaspinder Narula           | 04:21 |
| 4  | Teri Chunariya              | Alka Yagnik, Kumar Sanu                   | 05:48 |
| 5  | Chupke Se Koi               | Alka Yagnik, Udit Narayan                 | 05:39 |
| 6  | Hello Brother               | Jaspinder Narula, Sonu Nigam, Kamaal Khan | 05:15 |
| 7  | Hata Sawan Ki Ghata (Remix) | Babul Supriyo, Jaspinder Narula           | 03:59 |
| 8  | Teri Chunariya (Remix)      | Alka Yagnik, Kumar Sanu                   | 04:52 |
| 9  | Chupke Se Koi (Remix)       | Alka Yagnik, Udit Narayan                 | 04:21 |
| 10 | Hello Brother (Remix)       | Jaspinder Narula, Sonu Nigam, Kamaal Khan | 04:58 |